# O Bando dos Quatro
O Bando dos Quatro, da autoria de João Aguiar e ilustrações de António Jorge Gonçalves é uma colecção de livros juvenis, publicada pela Editora ASA, com trinta volumes publicados. Vendeu mais de um milhão de exemplares. O título da série provém de uma série que a RTP passava no início dos anos 90 com o mesmo nome. Esta colecção é recomendada pelo Departamento da Educação Básico. O Bando dos Quatro foi adaptado do papel para a televisão pela TVI. A série foi reposta em agosto de 2013, no +TVI, e desde a década de 2010 até 2024 esteve em constante repetição na TVI Ficção.
Desde 5 de setembro de 2015 que todos os episódios estão disponíveis na plataforma de streaming gratuita da TVI, o TVI Player.

## Sinopse
Na aldeia fictícia de Vila Rica, situada, segundo algumas referências, no concelho da Lourinhã, a vida corre devagar e, nada de especial parece ocorrer. Porém, de um momento para outro, estranhos assaltos começam a ocorrer, luzes estranhas aparecem no céu, pessoas nunca antes vistas chegam à aldeia e, entre outros acontecimentos. Então, um grupo quatro jovens em idade pré-adolescente, os irmãos Carlos e Álvaro, com os amigos comuns Frederico e Catarina começam a investigar o que se passa por sua conta e risco, formando assim um grupo de investigação chamado "O Bando dos Quatro". Inicialmente a ideia não agrada nada aos adultos da terra, pois os quatro jovens irão correr os mais perigosos riscos. Mas, com o passar dos tempos, o Professor João dos Santos, outro filho da terra, historiador recém-reformado que, regressara à aldeia após um longo período de trabalho em Lisboa e, tio materno dos irmãos Carlos e Álvaro, decide dar todo o apoio aos quatro jovens durante as investigações, correndo também ele sérios riscos.

## Livros Publicados
- 1. Estrela das doze pontas (1997)
- 2. Uma Páscoa de Aventuras (1997)
- 3. Um Mistério em Sintra (1997)
- 4. Um Segredo na Cave (1998)
- 5. O Jogo Misterioso (1998)
- 6. Os Fantasmas da Azenha Velha (1999)
- 7. Um Estranho Natal (1998)
- 8. Um Sábado Inesquecível (1999)
- 9. O Mistério do Faraó (1999)
- 10. O Xarope do Marquês (1999)
- 11. Um Estranho Antepassado (2000)
- 12. Fogos de Verão (2000)
- 13. O Mistério dos Graffiti (2000)
- 14. Um Crime na Ópera (2001)
- 15. A Torre Maldita (2001)
- 16. O Ladrão Invisível (2001)
- 17. A Parede Rachada (2002)
- 18. O Acampamento Fantasma (2002)
- 19. A Fórmula Secreta (2002)
- 20. Luzes no Pinhal (2003)
- 21. A Caverna Secreta (2003)
- 22. O Peixe-Correio (2004)
- 23. A Porta da Escuridão (2004)
- 24. Maldição no Teatro (2004)
- 25. O Terrível Segredo (2005)
- 26. Os Matraquilhos Mágicos (2005)
- 27. As Bruxas Atacam (2006)
- 28. O Caso do Melro Falante (2006)
- 29. O Mistério da Torre do Tombo (2007)
- 30. O Feiticeiro dos Olhos de Sangue (2008)

## Episódios da série (2007)
- 1. A Estrela de Doze Pontas
- 2. Uma Páscoa de Aventuras
- 3. Um Mistério em Sintra
- 4. Um Segredo na Cave
- 5. O Jogo Misterioso
- 6. Os Fantasmas da Azenha Velha
- 7. Um Sábado Inesquecível
- 8. O Mistério do Faraó
- 9. O Xarope do Marquês
- 10. Um estranho antepassado
- 11. Fogos de Verão
- 12. O ladrão invisível (parte 1)
- 13. O ladrão invisível (parte 2)
- 14. A maldição dos anéis
- 15. Luzes no Pinhal (parte 1)
- 16. Luzes no Pinhal (parte 2)
- 17. O Acampamento Fantasma
- 18. A Fórmula Secreta (parte 1)
- 19. A Fórmula Secreta (parte 2)
- 20. Um Estranho Natal (parte 1)
- 21. Um Estranho Natal (parte 2)
- 22. O Terrível Segredo
- 23. A Caverna Secreta
- 24. A Maldição do teatro
- 25. O Peixe-Correio
- 26. Os Matraquilhos Mágicos
- 27. O Caso do Melro Falante

## Personagens da série

### Carlos
Carlos é o protagonista da série, é ele que escreve no seu portátil as aventuras vividas pelo bando, é um rapaz com bom coração, porém, o mais nervoso.

### Catarina
É a rapariga do bando, ela tem os pais fora de Lisboa, porém vive com o seu avô numa quinta, é corajosa e raciocina bem. O Tio João trata-a por marquesa apesar de não gostar de ser tratada assim.

### Frederico
O Frederico leva quase tudo na vida de forma radical e positiva, vive em Lisboa com os seus pais. O seu pai (nunca visto na série) é bibliotecário. O seu melhor amigo é o Carlos.

### Álvaro
O Álvaro é o irmão mais novo de Carlos e o mais novo e o mais supersticioso do bando, inicialmente Álvaro não era para fazer parte do bando, mas quando no 1ºepisódio salva o bando consegue entrar. Álvaro acredita na existência dos fantasmas e dos O.V.N.I.S e soletra mal algumas palavras. É alegre e o mais otimista do bando.

### Tio João (João dos Santos)
O Tio João não faz parte do bando, mas entra nas aventuras do bando. É fanático pelas áreas de português e história, sábio e bastante inteligente. O Tio João consegue por vezes ser mais esperto que o próprio bando.

### Marta
É a mãe do Carlos e do Álvaro. Tem orgulho nos seus filhos, mas não gosta de os ver envolvidos em casos perigosos. 

### Eduardo
É o pai do Carlos e do Álvaro. 

### Pai da Catarina
Vive em Lisboa. De vez em quando visita a sua filha. 

### Pelopidas
O Pelopidas é o cão de Carlos e Álvaro, é chamado bastante de Plopy pelo bando, mas Tio João chama sempre a atenção cada vez que alguém do bando lhe chama Plopy. tem um bom faro e ajuda o bando. O cão foi encontrado em Sintra. Curiosamente, no episódio "Um estranho Natal", Carlos refere o nome "Ploopy" a Tio João, mas não se chateia (ou não repara).

## Adaptação televisiva
A TVI fez uma adaptação desta colecção de livros para televisão que contou com o seguinte elenco:
- David Henriques - Frederico
- Gabriel Cândido - Carlos
- Joana Barradas - Catarina (não esteve presente em 2 episódios)
- Tiago Mesquita - Álvaro (não esteve presente em 2 episódios)
- Vítor Norte - Tio João

Elenco adicional
- Bruno Veloso - Luís (Namorado de Cristina)
- Cristina Areia - Helena Souto Santos (Mãe da Catarina)
- Helena Laureano - Marta (Mãe do Álvaro e do Carlos)
- Henriqueta Maia - Tia Luísa
- Irene Cruz - Mary
- Joaquim Nicolau - Eduardo (pai do Álvaro e do Carlos)
- Márcia Leal - Inês
- Mariana Pacheco - Vera
- Paulo Nery - Engenheiro Souto Santos (Pai da Catarina)
- Pedro Pinheiro (†) - Marquês
- Silvia Correia - Cristina

Participações especiais
- André Caramujo - Trinca
- António Aldeia -Tomé
- Carlos Areia - Joaquim
- Carlos Nunes - Rafa
- Catarina Gonçalves - Teresa
- Cristina Oliveira - Rosa
- Delfina Cruz (†) - D. Mariana
- Durval Lucena -Pai de Frederico
- Francisco Pestana - Dr. Silveira
- Heitor Lourenço - Zacarias
- Hugo Sequeira - Trabalhador do Coelho
- João André - Inácio
- João Carvalho - Coelho
- Joaquim Custódia - Empresário
- Jorge Sequerra (†) - Antunes
- Luís Alberto - Anselmo
- Manuela Cassola (†) - Rosalina
- Pedro Pinheiro (†) - Avô Gonçalo
- Ricardo Castro - Isidro
- Ricardo Mota - Elias
- Rogério Tavares - Sr. Garcia

## Filmagens
As cenas de interior são filmadas nos estúdios de Bucelas, onde são filmadas quase todas as produções da TVI.
As cenas de exterior são filmadas maioritariamente em Oeiras, mas também já foram filmados pequenos excertos em Lisboa, Sintra, Peniche, entre outros sítios.